# مرد آران
مرد آران (انگلیسی: Man of Aran) فیلمی در ژانر مستند به کارگردانی رابرت فلاهرتی است که در سال ۱۹۳۴ منتشر شد.